# Tafaliscinae
Az Tafaliscinae egy alcsalád a rovarok (Insectia) osztályának egyenesszárnyúak (Orthroptera) rendjén belül, a tücsökfélék (Gryllidae) családjában.

Az alcsalád fajai kizárólag Amerika trópusi részein terjedtek el.

## Rendszerezésük
Az alcsaládot további 4 nemzetségre és 6 nemre bonthatjuk.
Tafaliscinae
- Diatrypini (Desutter-Grandcolas, 1988)
  - Diatrypa (Saussure, 1874)
  - Prodiatrypa (Desutter-Grandcolas, 1988)
- Neometrypini (Desutter-Grandcolas, 1988)
  - Neometrypus (Desutter-Grandcolas, 1988)
- Paroecanthini (Gorochov, 1986)
  - Amblyrhethus (Kirby, 1906)
  - Paroecanthus (Saussure, 1859)
- Tafaliscini (Desutter-Grandcolas, 1988)
  - Tafalisca (Walker, 1869)